# Ghilarza
Ghilarza (sardinsky: Ilàrtzi) je italská obec (comune) v provincii Oristano v regionu Sardinie. Nachází se ve výšce 290 metrů nad mořem a má přibližně 4 200 obyvatel. Rozloha obce je 55,46 km².